# Sidemia albipuncta
Sidemia albipuncta är en fjärilsart som beskrevs av Bang-haas 1927. Sidemia albipuncta ingår i släktet Sidemia och familjen nattflyn. Inga underarter finns listade i Catalogue of Life.